# Небојан
Небојан је насељено место у саставу града Петриње, Република Хрватска.

## Становништво
На попису становништва 2011. године, Небојан је имао 191 становника.

## Попис 1991.
На попису становништва 1991. године, насељено место Небојан је имало 360 становника, следећег националног састава:
| Попис 1991.‍  | Попис 1991.‍  | Попис 1991.‍ | Попис 1991.‍ | Попис 1991.‍ |
| ------------ | ------------ | ----------- | ----------- | ----------- |
|              |              |             |             |             |
| Хрвати       | Хрвати       |             | 322         | 89,44%      |
| Срби         | Срби         |             | 21          | 5,83%       |
| Југословени  | Југословени  |             | 2           | 0,55%       |
| Муслимани    | Муслимани    |             | 1           | 0,27%       |
| Словенци     | Словенци     |             | 1           | 0,27%       |
| неопредељени | неопредељени |             | 3           | 0,83%       |
| регион. опр. | регион. опр. |             | 1           | 0,27%       |
| непознато    | непознато    |             | 9           | 2,50%       |
| укупно: 360  |              |             |             |             |